# Luftschiff (Siedlung)
Die ursprünglich Burgrabis, später nach dem noch vorhandenen Gasthaus Luftschiff genannte Siedlung gehört zum Ortsteil Rabis der Gemeinde Schlöben im Saale-Holzland-Kreis in Thüringen in Deutschland.

## Lage
Die Siedlung um das Gelände des ehemaligen Gasthauses Luftschiff liegt in 405 Meter Höhe über NHN an einer Altstraße, die vom Saaletal aufsteigend über das Hochplateau des Bergstocks Wöllmisse in das östliche Umland von Jena führt. Sie verlief nördlich des Ortsteils Rabis und nordöstlich des ehemaligen Vorwerks Fraitsch südöstlich der Stadt Jena und östlich der Lobdeburg.
Die Siedlung ist nur über Straßen mit wassergebundener Oberfläche erreichbar. Der Hauptort Schlöben liegt etwa 2,9 km entfernt; der kürzeste Weg zum Stadtzentrum Jena (über Ziegenhain) ist etwa 7 km lang.

## Geschichte

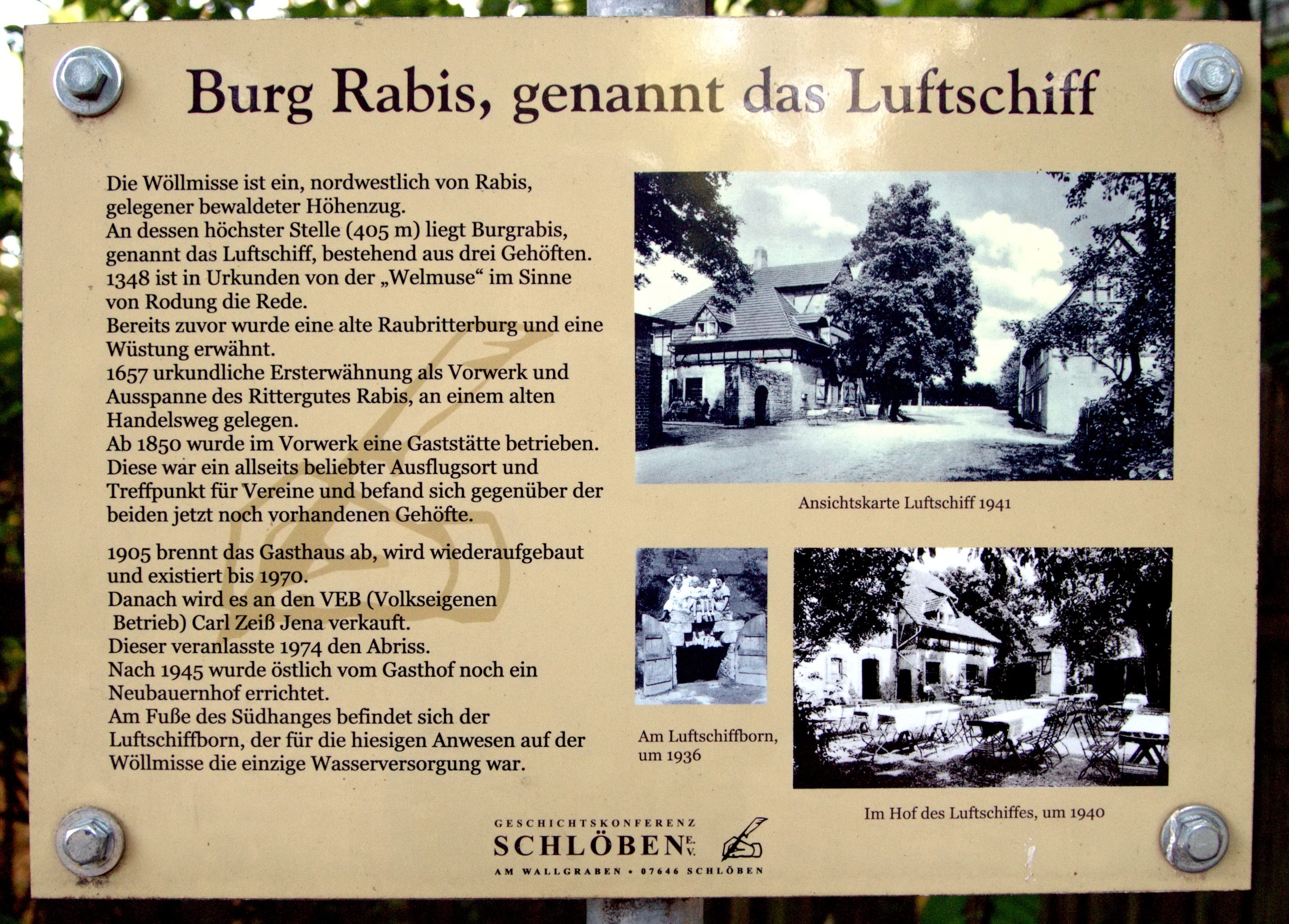
Informationstafel zur Geschichte der Siedlung Burgrabis des Vereins "Geschichtskonferenz Schlöben e.V."

Im Hochmittelalter befanden sich zwischen Lobeda und Drackendorf zwei Burgen, zu denen noch die in der Stadt Lobeda gelegene Burganlage als dritte Befestigung an der Altstraße gerechnet wurde.
In Beziehung zur sogenannten Oberen Lobdeburg stand auch das Vorwerk Burgrabis als Wirtschaftshof. Die Herren von Lobdeburg übten bis Anfang des 14. Jahrhunderts in ihrer gleichnamigen Stammburg die Kontrolle über diesen Teil des Saaletals südlich von Jena aus. Sie waren zeitweise im Besitz der Burgen Leuchtenburg, Arnshauck, Burgau und Elsterberg und hatten einen befestigten Burgsitz in der Stadt Jena. Die Herrschaft ging in der Lobdeburger Fehde (1295–1316) unter, die meisten Besitzungen und Rechte mussten für die Anwerbung von Söldnern verkauft werden.
Die Obere Lobdeburg wurde 1320 als Raubritternest erwähnt, die Nachfolger der Lobdeburger hatten von dort die Altstraßen um Jena unsicher gemacht. Ein Bericht des Domkapitels von Naumburg schildert die Drangsale der zum Naumburger Sprengel gehörenden Pfarreien, die oft von den Raubrittern heimgesucht wurden.
1358 fiel die Lobdeburg an die Landgrafen von Thüringen, sie vertrieben mit ihrer militärischen Übermacht die Raubritter, die Obere Lobdeburg soll bei diesen Kämpfen wohl restlos zerstört worden sein.
Basierend auf der Altenburger Teilung wurde der Burgbezirk Lobdeburg dem Amt Burgau einverleibt. 1465 erhielten die landgräflichen Gefolgsleute Nikolaus und Hans Puster die Lobdeburg und den zugehörigen Burgbezirk zum Lehen. Sie stammen aus dem Ort Gernewitz und hatten bereits im 13. Jahrhundert die Orte Drackendorf und Podelsatz in Besitz. Doch zu diesem Zeitpunkt wurde die Lobdeburg noch von Hans von Gräfendorf bewohnt, der nun diesen Besitz der Pusters zu verwalten und zu schützen hatte. Die Gebrüder Puster kauften 1481 von den in finanziellen Schwierigkeiten geratenen Gräfendorfern die noch fehlenden Besitztümer, Rechte und Titel der Lobdeburg ab. Die Familie Puster blieben bis 1591 Besitzer und verkauften ihre Lobdeburger Besitzungen und Rechte an den Kanzler des Herzogs von Sachsen-Weimar von Gerstenbergk. Dieser war nach 1600 in die Dienste des Herzogs von Sachsen-Altenburg übergetreten und bemühte sich erfolgreich, die von ihm noch im Staatsgebiet von Sachsen-Weimar befindlichen Ländereien, zu denen auch der Lobdeburger Besitz zählte, durch Gebietstausch nach Sachsen-Altenburg zu bringen. Die Irrungen des Grenzverlaufes bezüglich der Lobdeburger und Drackendorfer Gemarkung bestanden bis 1833 und wurden mit einem Staatsvertrag beigelegt, der dieses Gebiet als zu Sachsen-Altenburg gehörig bestimmte.
1886 wird in der Chronik zu Schlöben festgehalten, dass der Gasthof „Luftschiff“ zu Rabis gehört und auf der Wöllmisse aus einem Komplex von drei Gehöften besteht. Brunnen- und Mauerreste sind noch Überbleibsel des im Frühjahr 1968 abgerissenen Gasthofes, ebenso markiert eine hohe Sommer-Linde seinen Standort. Nach 1945 wurde nochmals ein Versuch unternommen, auf der Wöllmisse zwei Bauernhöfe zur Bewirtschaftung aufzubauen. In den 1970er und 1980er Jahren waren die noch vorhandenen Gebäude unbewohnt und verfielen. Seit den 1990er Jahren hat die Siedlung wieder ständige Bewohner; zu Schlöben gehört die Straße „Luftschiff“ mit den Hausnummern 1 und 3.
Die Siedlung „Luftschiff“ ist nicht identisch mit dem heute wüsten Vorwerk Drackendorf.